# Château du Bois au Voyer
 (juin 2017).
Le château du Bois-au-Voyer est un château situé dans le département d’Ille-et-Vilaine, dans la région Bretagne.

## Histoire
De nombreuses familles s'y succèdent : les Peschart, les Tournemine (1683-1720), les Fournier de la Châtaigneraye (1720-1820), les Ferron du Quengo (1820-1867), les Hersart du Buron (1867-1922) puis les Macquart de Terline et les Blois de la Calande.Depuis 2017, le chateau appartient à Thierry du Boishamon et son épouse. Ils ont cessé l'activité de réceptions et mariages.
Le 21 janvier 1790, une horde de « 60 gens de campagne » attaque le château, brulant la demeure à moitié et l'ensemble des archives seigneuriales.
Le château est réparé au plus vite pour servir à nouveau de résidence après la Révolution française. Puis c'est Alain Hersart du Buron qui entre 1898 et 1900 transforme la maison par l’ajout d'une aile de service et d'escaliers et donne à la maison son aspect actuel.